# 786
| [ Edytuj tabelę ]          |                                                   |
| Król Asturii               | - 783 Mauregato 788                               |
| Cesarz Bizancjum           | - 780 Konstantyn VI 797                           |
| Chan Bułgarii              | - 777 Kardam 803                                  |
| Cesarz Chin                | - 780 Tang Dezong 805                             |
| Król Essexu                | - 758 Sigeric 798                                 |
| Król Franków               | - 768 Karol Wielki 814 - 781 Ludwik I Pobożny 814 |
| Cesarz Japonii             | - 781 Kammu 806                                   |
| Kalif                      | - 785 Al-Hadi 786 - 786 Harun ar-Raszid 809       |
| Król Kentu                 | - 785 Offa 796                                    |
| Patriarcha Konstantynopola | - 784 Tarazjusz 806                               |
| Król Mercji                | - 757 Offa 796                                    |
| Król Nortumbrii            | - 779 Elfwald I 788                               |
| Papież                     | - 772 Hadrian I 795                               |
| Doża Wenecji               | - 764 Maurizio Galbaio 787                        |
| Król Wessexu               | - 757 Cynewulf 786 - 786 Beorhtric 802            |

Rok 786 / DCCLXXXVI
stulecia: VII wiek ~
VIII wiek ~
IX wiek

lata: 776 «
781 «
782 «
783 «
784 «
785 «
786
» 787
» 788
» 789
» 790
» 791
» 796

## Wydarzenia
- 14 września – Harun ar-Raszid z dynastii Abbasydów został kalifem.

## Urodzili się
- data dzienna nieznana:
  - Al-Mamun, kalif z dynastii Abbasydów (zm. 833)[1]

## Zmarli
- 16 października – Lul, święty kościoła katolickiego, biskup Moguncji (ur. ok. 710)[2]
- data dzienna nieznana:
  - Al-Hadi, kalif z dynastii Abbasydów (ur. ?)[3]
  - Cynewulf, król Wesseksu (ur. ?)[4]